# International Powerlifting Federation
Die International Powerlifting Federation (IPF) ist der Weltverband des Kraftdreikampfes. Der Hauptsitz befindet sich in Luxemburg. Die IPF wurde 1972 gegründet und umfasst Mitgliedsverbände aus über hundert Ländern, wobei jedes Jahr neue hinzukommen. Der derzeitige IPF-Präsident ist der Luxemburger Gaston Parage. Der erste Präsident der Föderation war Robert Christ. Die IPF ist der größte Powerlifting-Verband der Welt.
Die IPF war 1980 Gründungsmitglied der International World Games Association (IWGA). 1981 fanden die ersten World Games mit IPF-Beteiligung statt.

## Präsidenten
| Name                | Zeitraum  |
| ------------------- | --------- |
| Robert „Bob“ Christ | 1972–1975 |
| Vic Mercer          | 1975–1983 |
| Heinz Vierthaler    | 1983–1995 |
| Grahame Fong        | 1995–1999 |
| Norbert Wallauch    | 1999–2007 |
| Detlev Albrings     | 2007–2012 |
| Gaston Parage       | Seit 2012 |